# Gallina
Pour les articles homonymes, voir Gallina (homonymie).
Gallina est le langage uniforme de description mathématique utilisé par l'assistant de preuves Rocq.
Gallina signifie poule en latin, faisant référence à l'ancien nom Coq de Rocq.